# Jordi Panyella Renom
Jordi Panyella Renom, conegut com a el «Pany» (Barcelona, 23 d'abril de 1916 - Badalona, Barcelonès, 14 de maig de 2008) fou un excursionista, escalador i alpinista català.
Format en el moviment escolta català, conegut com a «Pany», de molt jove va entrar en contacte amb la muntanya i formà part de l'anomenada Edat d'Or de l'escalada, al costat de Ferrera, Mallafré, Galilea, Sàrria, Millán o Bescós. Obrí moltes vies d'escalada a diferents massissos, preferentment a Montserrat i al Pedraforca. Fou membre fundador del Grup d'Alta Muntanya (GAM) i del Centre Acadèmic d'Escalada (CADE) (1942). També realitzà primeres absolutes als Pirineus. L'any 1955 feu la primera ascensió per la cara nord al penyal d'Ifac, al poble alacantí de Calp. A finals dels anys cinquanta es retirà progressivament de l'escalada. Va protagonitzar moltes i importants escalades, entre elles les primeres ascensions al Gegant Encantat, el Sentinella, el Dit, al Cap del Guerrer o l'Agulla Fina, a Montserrat. Al Pedraforca, tres vies porten el seu nom: la Pany i la Pany-Ferrera, ambdues obertes l'any 1941 al Pollegó Superior, i la Pany-Haus (Haus era el sobrenom de Jordi Casasayes, company seu en aquesta ocasió), oberta tres anys després a la paret sud del Pollegó Inferior, que va ser considerada com la més difícil escalada feta al Pedraforca fins aleshores. També són importants les seves ascensions als Pirineus, com la Torre de Góriz o la Bretxa de Rolando, i en els Mallos de Riglos, verticals formacions rocoses situades al costat del poble aragonès d'As Penyas de Riglos, on en 1942 va escalar la punta més alta del Mallo Firé formant cordada amb Mallafré, Blasi i Bou. En 1946 dues vies al Mallo Pisón, una de les quals, la xemeneia Pany-Haus, és una de les vies clàssiques de la zona. Posteriorment, el 1953 es va disposar, en companyia d'Ayats, Sales i Rosich, a escalar l'espectacular agulla del Puro, que pocs mesos abans se li havia resistit.
Pany es va mostrar pròdig en la realització d'escalades, però va escriure poques ressenyes per a donar a conèixer les seves impressions. Una de les poques excepcions és la seva col·laboració en el llibre Montserrat, de Llorenç Estivill, on al llarg de cinquanta-sis pàgines ressenya les vies d'escalada a quinze monòlits montserratins, cadascun representat per un esquemàtic dibuix seu.